# 蘭達夫
蘭達夫（英語：Llandaff）是威爾斯首府加的夫北部的一個區域，這裡在1922年被劃入加的夫市區，是蘭達夫座堂的所在地。據2001年英國人口普查，蘭達夫有人口8,988人，其中4,227人是男性，4,761人是女性。

## 外部連結
- Geograph.co.uk : photos of Llandaff and surrounding area （页面存档备份，存于）

51°29′36″N 3°12′48″W / 51.49333°N 3.21333°W